# Universidad de Columbia
La Universidad de Columbia –oficialmente Universidad de Columbia en la Ciudad de Nueva York, o simplemente Columbia– es una universidad privada estadounidense ubicada en Alto Manhattan, Nueva York. Forma parte de la Ivy League y es una de las universidades más prestigiosas y selectivas del mundo, con una tasa de admisión del 3,66 %. Fundada en 1754, es la institución de educación superior más antigua del estado de Nueva York, la quinta más antigua de Estados Unidos y uno de los nueve colegios coloniales fundados antes de la Revolución de las Trece Colonias.
La universidad fue fundada en 1754 como "Colegio del Rey" (King's College, en inglés) por carta real del rey Jorge II. Después de la Guerra de Independencia de los Estados Unidos, el Colegio del Rey se convirtió brevemente en una entidad estatal, y pasó a llamarse Universidad de Columbia en 1784. La universidad ahora opera bajo un estatuto creado en 1787 que coloca a la institución bajo un consejo privado de administración. Ese mismo año, el campus de la universidad fue trasladado de la Avenida Madison a su ubicación actual en el barrio de Morningside Heights, donde ocupa más de seis manzanas de la ciudad, aproximadamente 32 acres (0,129 km²). La universidad abarca 20 escuelas y está afiliada con numerosas instituciones, entre ellas el Colegio de Profesores, Barnard College y la Unión de Seminarios Teológicos, con programas de licenciatura conjuntos disponibles a través del Seminario Teológico Judío de América, así como la Escuela Juilliard.
Columbia administra anualmente el Premio Pulitzer. Cuenta con 96 premios Nobel y, a partir de 2011, tenía más alumnos ganadores del premio Nobel que cualquier otra institución académica en el mundo. La universidad es uno de los 14 miembros fundadores de la Asociación de Universidades Americanas y fue la primera escuela en los Estados Unidos en conceder el título de médico. Los alumnos notables de la universidad incluyen 10 jueces de la Corte Suprema de los Estados Unidos, 5 Padres fundadores de los Estados Unidos, 38 multimillonarios vivos; 39 ganadores de los Premios Óscar; 18 medallistas olímpicos; 3 ganadores del Premio Turing y 29 jefes de Estado, entre ellos tres Presidentes de los Estados Unidos.
En la actualidad la Universidad de Columbia opera en el extranjero los Centros Globales de Columbia, con sedes en Amán, Pekín, Estambul, París, Bombay, Río de Janeiro, Santiago de Chile y Nairobi.

## Historia

### Colegio del rey (1754-1784)
Las discusiones sobre la fundación de un colegio en la Provincia de Nueva York comenzó ya en 1704, cuando el coronel Lewis Morris escribió a la Sociedad para la Propagación del Evangelio en el extranjero, el brazo misionero de la Iglesia de Inglaterra, para persuadir a la sociedad que la Ciudad de Nueva York era una comunidad ideal para establecer una universidad; Sin embargo, no fue hasta la fundación de la Universidad de Princeton en el río Hudson, en Nueva Jersey lo que hizo a la Ciudad de Nueva York considerar seriamente la fundación de una universidad. En 1746 se aprobó una ley por la asamblea general de Nueva York para recaudar fondos para la fundación de una nueva universidad. En 1751, la Asamblea nombró una comisión de diez residentes de Nueva York, siete de los cuales eran miembros de la Iglesia de Inglaterra, para dirigir los fondos acumulados por la lotería del estado hacia la fundación de una universidad.
En julio de 1754, Samuel Johnson organizó las primeras clases en una nueva escuela contigua a la Iglesia de la Trinidad, ubicada en lo que hoy es bajo Broadway en Manhattan. Hubo ocho estudiantes de la clase. En el Colegio del Rey, los futuros líderes de la sociedad colonial podían recibir una educación diseñada para "ampliar la mente, mejorar la comprensión, pulir todo el hombre, y capacitarlos para apoyar a los personajes más brillantes de todas las estaciones elevadas en la vida". Una manifestación temprana de los objetivos de la institución fue el establecimiento en 1767 de la primera escuela de medicina de Estados Unidos a conceder el título de médico.
La revolución americana trajo el crecimiento de la universidad a su fin, lo que obligó a la suspensión de la enseñanza en 1776, que duró ocho años. Sin embargo, la institución continuó ejerciendo una influencia significativa en la vida americana a través de las personas vinculadas con él. Entre los primeros estudiantes y administradores de la escuela del rey eran John Jay, el primer presidente del Tribunal Supremo de los Estados Unidos, Alexander Hamilton, el primer secretario del Tesoro, Gouverneur Morris, el autor de la versión final de la Constitución de Estados Unidos., y Robert R. Livingston, un miembro del comité de cinco hombres que redactó la Declaración de Independencia.

### Columbia College (1784-1896)
Después de la Revolución, la universidad pasó a ser cargo del estado de Nueva York con el fin de restaurar su vitalidad. La Asamblea Legislativa acordó asistir a la universidad, y el 1 de mayo de 1784, se aprobó una Ley para la concesión de ciertos privilegios a la universidad hasta ahora llamado Colegio del Rey. Dicha ley crea un Consejo de Regentes para supervisar la reanimación del Colegio del Rey, y, en un esfuerzo para demostrar su apoyo a la nueva República, la Asamblea Legislativa establece que "el Colegio de la Ciudad de Nueva York, hasta ahora llamado Colegio del Rey, se llamará y conocerá de aquí en adelante por el nombre de Universidad de Columbia. Los regentes, finalmente se dieron cuenta de la defectuosa constitución de la universidad en febrero de 1787 y designaron un comité de revisión, dirigido por John Jay y Alexander Hamilton. En abril de ese mismo año, se aprobó un nuevo estatuto para la universidad, todavía en uso hoy en día, que otorga el poder a una junta privada de 24 Síndicos.
En 1857, el Colegio se trasladó de Park Place, cerca del actual sitio del ayuntamiento, a la 49th Street y Madison Avenue, donde permaneció durante los siguientes cuarenta años. Durante la última mitad del siglo XIX, Columbia asume rápidamente la forma de una universidad moderna. La Escuela de Derecho de Columbia fue fundada en 1858. La primera escuela de minería del país, un precursor de la actual Fundación y Escuela de Ingeniería y Ciencias Aplicadas, se estableció en 1864 y fue galardonada con el primer Columbia Ph.D. en el año 1875.
El 21 de mayo de 1787, William Samuel Johnson, hijo del Dr. Samuel Johnson, fue elegido por unanimidad presidente de la Universidad de Columbia. Antes de desempeñarse en la universidad, Johnson había participado en el Primer Congreso Continental, y había sido elegido como delegado a la Convención Constituyente. Durante un período en la década de 1790, con la ciudad de Nueva York como la capital federal y estatal, y en el país sucesivos gobiernos federalistas, hicieron que Columbia reviviera y prosperara bajo los auspicios de federalistas como Hamilton y Jay. Tanto el presidente George Washington y el vicepresidente John Adams asistieron al comienzo de la Universidad el 6 de mayo de 1789, como un tributo de honor a los numerosos alumnos de la escuela que había participado en la Revolución Americana.
Cuando Seth Low llegó a la presidencia de Columbia en 1890, promovió enérgicamente el ideal de la universidad para la universidad, la colocación de la federación fragmentada de las escuelas autónomas y competir bajo una administración central que hizo hincapié en la cooperación y los recursos compartidos. El Barnard College de la mujer se había convertido en una afiliada de Columbia en 1889, la escuela de medicina estuvo bajo la égida de la Universidad en 1891, seguido por el Colegio de Profesores en 1893. En este momento, las inversiones de la Universidad de Nueva York de bienes raíces se convirtieron en la principal fuente de ingreso estable para la escuela, debido principalmente a la rápida expansión de la población en la ciudad. El desarrollo de las facultades de postgrado en ciencia política, filosofía y la ciencia pura de Columbia se establecido como uno de los primeros centros de la nación para la educación de postgrado. En 1896, los fideicomisarios autorizaron oficialmente el uso de otro nombre nuevo, la Universidad de Columbia, y hoy en día la institución es conocida oficialmente como la Universidad de Columbia en la ciudad de Nueva York.

### Universidad de Columbia (1896-presente)

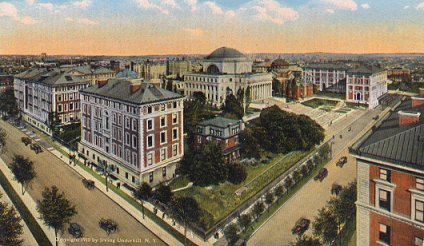
Una postal con la universidad de Columbia, de 1915.

El mayor logro, sin embargo, fue mover la universidad de la calle 49th al campus más amplio de Morningside Heights, diseñada como un pueblo académico urbano por McKim, Mead & White, la reconocida firma de arquitectos del siglo. El arquitecto Charles Follen McKim diseño Columbia con edificios señoriales que siguen el modelo del Renacimiento italiano. La Universidad siguió prosperando después de su movimiento a la zona alta en 1897.
Durante la presidencia de Nicholas Murray Butler (1902-1945), Columbia surgió como un centro nacional de excelencia para la innovación educativa y el logro académico. La Escuela de Periodismo fue establecida por legado de Joseph Pulitzer en 1912.
El estudio de las ciencias florecieron junto con las artes liberales. Franz Boas fundó la moderna ciencia de la antropología en las primeras décadas del siglo XX, como Thomas Hunt Morgan marcó el rumbo de la genética moderna. En 1928, el Centro Médico Presbiteriano de Columbia, el primer centro de este tipo en combinar la enseñanza, la investigación y la atención al paciente, se abrió oficialmente como un proyecto conjunto entre la Facultad de Medicina y el Hospital Presbiteriano.
La investigación sobre el átomo por los profesores John R. Dunning, II Rabi, Enrico Fermi y Polykarp Kusch coloca el departamento de Física de Columbia en el centro de atención internacional en la década de 1940, tras la construcción de la primera pila nuclear para iniciar lo que se convirtió en el Proyecto Manhattan. En 1947, para satisfacer las necesidades de los soldados que regresaban de la Segunda Guerra Mundial, una extensión de la Universidad fue reorganizada como una escuela de grado de la universidad y fue designada a la Escuela de Estudios Generales de la Universidad de Columbia.
En 2019 fue asesinada Tessa Majors, estudiante del Barnard College, adscrito a Columbia desde 1900, y en 2021 Davide Giri, ambos en el mismo parque Morningside adyacente a la universidad.

## Campus

Panorámica de la Universidad de Columbia

El campus principal ocupa seis manzanas en Morningside Heights (Manhattan) y fue diseñado con la idea de ser el único campus de la universidad, pero en abril de 2007 se compró otro terreno en Manhattanville para ampliar las actuales instalaciones.

## Deportes
Columbia compite en la conferencia Ivy League de la División I de la NCAA.

## Alumnos, profesores y empleados destacados

### Alumnado
La universidad ha graduado a muchos exalumnos notables, incluyendo a cinco Padres Fundadores de los Estados Unidos, un autor de la Constitución de los Estados Unidos (Gouverneur Morris) y un miembro del Comité de los Cinco (Robert R. Livingston). Tres presidentes de los Estados Unidos han asistido a Columbia, así como diez Jueces Asociados del Tribunal Supremo de los Estados Unidos, incluidos tres Presidentes del Tribunal Supremo de los Estados Unidos.  Hasta 2011, 125 ganadores del Premio Pulitzer y 39 ganadores del Oscar han asistido a Columbia.  Hasta 2006, había 101 miembros de la Academia Nacional de Ingeníería estadounidense que eran antiguos alumnos.

### Docentes y personal
Los científicos y académicos de Columbia han realizado avances científicos como la interfaz cerebro-ordenador; el láser y el máser; resonancia magnética nuclear; el primer pila nuclear; la primera reacción de fisión nuclear en América; las primeras pruebas de tectónica de placas y deriva continental.